# هیروکی تاکاهاشی
هیروکی تاکاهاشی (انگلیسی: Hiroki Takahashi; ۷ سپتامبر ۱۹۷۴ – ) صداپیشگی در ژاپن، خواننده، و بازیگر اهل ژاپن بود. وی از سال ۱۹۹۴ میلادی تاکنون مشغول فعالیت بوده‌است.